# Goczałkowice-Zdrój (gemeente)
De gemeente Goczałkowice-Zdrój is een landgemeente in woiwodschap Silezië, in powiat Pszczyński.
De zetel van de gemeente is in Goczałkowice-Zdrój.
Op 31 december 2005 telde de gemeente 6245 inwoners.

## Oppervlaktegegevens
In 2002 bedroeg de totale oppervlakte van gemeente Goczałkowice-Zdrój 48,64 km², waarvan:
- agrarisch gebied: 18%
- bossen: 2%

De gemeente beslaat 10,27% van de totale oppervlakte van de powiat.

## Demografie
Stand op 31 december 2005:
| Omschrijving                   | Totaal | Totaal | Vrouwen | Vrouwen | Mannen | Mannen |
| ------------------------------ | ------ | ------ | ------- | ------- | ------ | ------ |
| eenheid                        | aantal | %      | aantal  | %       | aantal | %      |
| inwoners                       | 6245   | 100    | 3210    | 51,4    | 3026   | 48,6   |
| bevolkingsdichtheid (inw./km²) | 128,4  | 128,4  | 66,0    | 66,0    | 62,2   | 62,2   |

In 2002 bedroeg het gemiddelde inkomen per inwoner 3.013,29 zł.

## Aangrenzende gemeenten
Chybie, Czechowice-Dziedzice, Pszczyna, Strumień
- Virtual International Authority File: 249974570